# Still Corners
Still Corners este o trupă dream pop formată în 2007 de către compozitorul/ producătorul Greg Hughes și vocalista Tessa Murray. 

## Istorie
Murray l-a întâlnit pe Hughes din întâmplare într-o stație de tren din Londra, când trenul a fost deviat către o destinație alternativă. Murray este originar din Anglia, iar Hughes a crescut în Arizona și Texas și s-a mutat în Anglia timp de câțiva ani pentru o carieră muzicală.     
Still Corners și-a lansat auto EP-ul de debut, Remember Pepper?, la 13 iunie 2008, urmată de single-ul Don't Fall in Love, lansat de către The Great Pop Supplement la 30 august 2010. 
Cei doi au semnat cu casa de discuri Sub Pop în 2011 și au lansat primul lor album de debut integral, Creatures of an Hour, pentru care au primit recenzii favorabile.
În octombrie 2012, trupa a lansat un nou single, Fireflies, care a fost numit Best New Track de Pitchfork.
În februarie 2013, Still Corners a anunțat că al doilea album al lor, Strange Pleasures, va fi lansat pe Sub Pop în mai 2013. Cel de-al doilea single, Berlin Lovers, a fost larg difuzat. Strange Pleasures a apărut pe 7 mai 2013. 
La 29 iunie 2016, trupa a anunțat lansarea pe 16 septembrie a celui de-al treilea album, Dead Blue, cu propria casă de discuri, Wrecking Light Records; Still Corners a distribuit și videoclipul pentru primul single al albumului, Lost Boys.
Pe 18 august 2018, trupa a lansat al patrulea album, Slow Air prin aceeași Wrecking Light Records. În urma lansării Still Corners a concertat în Europa, America de Nord și Asia. 

## Membrii formației
- Tessa Murray - voce, sintetizator
- Greg Hughes - multi-instrumentist, producător

## Discografie

### Albume de studio
- Creatures of an Hour (2011, Sub Pop)
- Strange Pleasures (2013, Sub Pop)
- Dead Blue (2016, Wrecking Light)
- Slow Air (2018, Wrecking Light)

### Single și EP-uri
- Remember Pepper? CD EP (2007, auto-lansat)
- Don't Fall in Love (2010, The Great Pop Supplement)
- Eyes, digital (2010, auto-lansat)
- History of Love (2011, The Great Pop Supplement)
- Cucoo (2011, Sub Pop)
- CD-ul promoțional Endless Summer (2011, Sub Pop)
- CD-ul Into the Trees (2011, Sub Pop)
- Cabot Cove (2011, Sub Pop)
- Fireflies (2012, auto-lansat)
- Berlin Lovers (2013, Sub Pop)
- Horses at Night (2015, auto-lansat)

### Compilații
- Endless Summer pe EP-ul Gruff Trade (2010, Fierce Panda)

## Utilizări în media
| Cântec                                    | Unde                                            | Tip         |
| ----------------------------------------- | ----------------------------------------------- | ----------- |
| "The Twilight Hour"                       | Gossip Girl                                     | televiziune |
| "Endless Summer"                          | Nokia Lumia 920                                 | reclamă     |
| "Fireflies"                               | Made in Chelsea                                 | televiziune |
| "Fireflies", "The Trip"                   | Awkward                                         | televiziune |
| "Fireflies"                               | Cardinal Burns                                  | televiziune |
| "Endless Summer"                          | Waterloo Road                                   | televiziune |
| "The Twilight Hour"                       | Senka                                           | scurtmetraj |
| "Velveteen", "Strange Pleasures"          | Bare                                            | film        |
| "I Wrote in Blood"                        | Beauty & the Beast                              | televiziune |
| "Strange Pleasures"                       | Alamo Drafthouse Cinema, Steven Spielberg month | reclamă     |
| "Don't Fall in Love", "Beginning to Blue" | You're the Worst                                | televiziune |
| "Fireflies"                               | Weediquette                                     | televiziune |
| "Endless Summer"                          | Abandoned                                       | televiziune |